# Granadella
Granadella (en catalán y oficialmente La Granadella) es un municipio español de la provincia de Lérida, en la comunidad autónoma de Cataluña, situado en la parte suroccidental de la comarca de Las Garrigas, en el límite con la provincia de Tarragona.  
El municipio posee 88,7 km². Está hermanado con el pueblo de Pézilla-la-Rivière en Francia.
Su principal actividad es la agricultura, especialmente olivos, almendros y cereales. Dispone también de industria de transformación de estos productos.
El pueblo alberga una exposición de arte realizada por artistas lugareños como Jaume Massip y Emili Pujol.
En la Pla de Vila los habitantes se reúnen con frecuencia. En este lugar se encontraba el abrevadero.
La iglesia parroquial de Santa María de Gracia del siglo XVIII es una construcción barroca muy grande que alberga una imagen del Santo Cristo de Gracia y un cimborrio con luces internas. A este edificio se le conoce como "La Catedral de Les Garrigues".

## Geografía humana

### Demografía
Cuenta con una población de 758 habitantes (INE 2024).
| Gráfica de evolución demográfica de La Granadella entre 1842 y 2021 |
| |
| Población de derecho según los censos de población del INE Población de hecho según los censos de población del INEEn estos censos se denominaba Granadella: 1842, 1857, 1860, 1877, 1887, 1897, 1900, 1910, 1920, 1930, 1940, 1950, 1960, 1970 y 1981 |

| 1900 | 1930 | 1950 | 1970 | 1981 | 1986 |
| ---- | ---- | ---- | ---- | ---- | ---- |
| 1857 | 1654 | 1365 | 1089 | 955  | 948  |

## Toponimia
Otros topónimos con el mismo nombre se refieren a:
- la cala Granadella (38°43′43″N 0°11′52″E / 38.72861, 0.19778), una ensenada de la provincia de Alicante, en Jávea, inmediatamente al sur del cabo de la Nao.